# Kohó- és Gépipari Minisztérium
A Kohó- és Gépipari Minisztérium (rövidítése: KGM) 1950 és 1980 között az egyik minisztérium volt a Magyar Népköztársaságban.

## Története
1950. december 16-án jött létre, mint az akkori Nehézipari Minisztérium három minisztériumra bontásával létrehozott minisztériumok egyike. Feladatköre a gyakori minisztériumi átszervezések következtében többször módosult.

1980-ban beolvadt az akkor alakított Ipari Minisztériumba.

## Irodaháza
A minisztérium 1971-től a Budapest II. kerület Mártírok útján (Margit körút 85-87.) levő, Kévés György által tervezett irodaházban működött. Ezt az épületet (amely 1980-tól az Ipari Minisztérium székháza volt) 2014-ben bontották le.
A minisztérium a Ganz Villamossági Művek elé épült.

## Feladatköre és szervezete
- Alapításakor a direkt tervutasításos gazdaságirányítás keretében a feladata a kohó- és gépipari vállalatok termelőmunkájának megszervezése, irányítása és ellenőrzése volt. Mint országos hatáskörű, "legfőbb" szakigazgatási szervnek, a következő szakigazgatási ágazatai voltak:

1. vaskohászat,
2. szerszámgépipar,
3. mezőgépipar,
4. általános gépipar,
5. járműipar,
6. autó- és traktoripar,
7. hajóipar
8. erősáramú berendezési ipar,
9. híradástechnikai ipar,
10. műszeripar,
11. tömegcikkipar.

- A direkt utasításos rendszerben a minisztérium szervezete 8 elvi főosztályra, 3 önálló osztályra és 13 iparági igazgatóságra tagolódott. A főosztályokhoz hasonló jogállása volt a Kohóipari Értékesítő Vállalatnak, míg önálló osztálynak megfelelő  státusa volt az Ipargazdasági és Üzemszervezési Intézetnek és a Gépipari Irodának.[7]
- 1958-ban megkezdte a nagyobb vállalati termelőegységek kialakítását. Több vállalatot közvetlen miniszterhelyettesi felügyelet alá helyeztek.[7]
- Az új gazdasági mechanizmus idején feladatköre módosult.

## A kohó- és gépipari miniszterek
- Csergő János: 1950. december 16-ától 1951. január 27-éig a Kohó- és Gépipari Minisztérium minisztériumi államtitkára, majd a kohó- és gépipari miniszter első helyettese (1951. január 27.–december 6.).[8] 1954. október 9.–1956. október 31. között, majd a Második Kádár-kormányban 1957. május 9-étől 1963. március 20-áig kohó- és gépipari miniszter.[9]
- Horgos Gyula: a Második Kádár-kormányban 1963. március 20. és 1965. június 30. között, a Kállai-kormányban 1965. június 30.és 	1967. április 14. között, ezután  a Fock-kormányban 1967. április 14. és 1975. május 15. között, majd a Lázár-kormányban 1975. május 15. és 1975. július 4. között;
- Nemeslaki Tivadar: a Lázár-kormányban 1975. július 4. és 1978. február 7. között;
- Soltész István: a Lázár-kormányban 1978. április 22. és 1980. december 31. között.